# Parapoynx insectalis
Parapoynx insectalis là một loài bướm đêm trong họ Crambidae.